# موهلپفاد
موهلپفاد (به آلمانی: Mühlpfad) یک شهر در آلمان است که در راین-هونسروک واقع شده‌است. موهلپفاد ۷۰ نفر جمعیت دارد.